# ويليام آدم (كاتب)
ويليام آدم (بالفرنسية: Guillaume Adam)‏ هو مبشر وقسيس وكاتب فرنسي، ولد في القرن الثاني عشر، وتوفي في 1341.